# Каменац
Монастырь Каменац (серб. Манастир Каменац) — православный монастырь в Сербии, расположенный недалеко от села Честин близ города Крагуевац.

## История
Монастырь, по-видимому, был построен в 1416—1426 годах и первоначально был мужским. Согласно позднему преданию, основанному на этимологии его названия, на этом месте добывались строительные материалы для постройки монастыря Каленич, а по завершении работ из оставшегося камня по приказу короля Стефана Лазаревича (по другой версии — его подданного) здесь был построен храм. Каменац долгое время был подворьем (метохом) каленичского монастыря и поэтому численность его монахов была невелика. Монастырь упоминается в документах середины XVI века, когда в нём проживал всего один инок. После 1700 года сюда переселились несколько монахов монастыря Морача во главе с игуменом Иоанникием. В 1826 году Каменац был упразднён как монастырь, а его церковь стала приходской. В 1870 году монастырь был возобновлён священником Павле Рафайловичем. В 1893 году в монастыре была возведена колокольня по распоряжению митрополита Сербского Михаила (Йовановича). В 1966 году обитель была преобразована в женскую, и ее возглавила игуменья Ирина (Сарич), под руководством которой были проведены реставрационные работы. На территории монастыря находятся могилы нескольких известных сербских деятелей XIX века.

## Архитектура
В архитектурном плане церковь Рождества Пресвятой Богородицы представляет собой древне-балканский тип храма — триконх. Апсида храма — пятигранная, а над центральной частью наоса расположен небольшой купол. В 1874 году к нартексу церкви был дополнительно пристроен экзонартекс. Храм, изначально расписанный в XVI веке, в 1870 году был заново расписан художником Димитрием Посниковым. Также им был создан барочный иконостас.
Вокруг церкви расположены двух- и трёхэтажные постройки служащие кельями для монахов и выполняющие хозяйственные функции.